# Chrysoteuchia distinctellus
Chrysoteuchia distinctellus là một loài bướm đêm trong họ Crambidae.